# Финале УЕФА Лиге Европе 2017.
Финале УЕФА Лиге Европе 2017.  је била финална утакмица УЕФА Лиге Европе 2016/17, 46. сезоне европског секундарног клупског фудбалског турнира у организацији УЕФА, и 8. сезоне откако је из Купа УЕФА преименована у УЕФА Лигу Европе. Утакмица је одиграна 24. маја 2017. у „Френдс арени” у Солни део Стокхолма, Шведска, између холандског Ајакса и енглеског Манчестер јунајтеда. Манчестер јунајтед је победио у мечу са 2–0 и обезбедио своју прву титулу у овом такмичењу. Овом победом придружили су се Јувентусу, другом финалисти Ајаксу, Бајерну из Минхена и Челсију као јединим клубовима који су освојили сва три велика европска трофеја (Куп европских шампиона/Лига шампиона, УЕФА Лиге Европе|УЕФА Куп/Лига Европе , а сада укинути Куп победника купова, а после овог пораза Ајакс је постао пети клуб, заједно са Хамбургером, Фјорентином, Арсеналом и Ливерпулом, да су изгубили финале у свим овим такмичењима.
Манчестер јунајтед је стекао право да игра против победника УЕФА Лиге шампиона 2016/17, Реал Мадрида, у УЕФА суперкупу 2017. Такође су ушли у групну фазу УЕФА Лиге шампиона 2017/18, пошто место резервисано за носиоце титуле Лиге шампиона није искоришћено. Стокхолмска полиција предузела је мере против потенцијалних терористичких напада које је описала као „нову нормалност“, пошто су се два догодила у Стокхолму 2010. године и само месец дана пре финала, а такође се припремила за потенцијалне сукобе међу навијачима.
Био је то последњи трофеј Јунајтеда за скоро шест година док нису победили Њукасл јунајтед са 2-0  у финалу ЕФЛ купа 2023. године.

## Пут до финала
Напомена: У свим доле наведеним резултатима прво се даје резултат финалисте (д: код куће; г: у гостима).
| Ајакс                    | Ајакс                    | Ајакс                    | Ајакс                    | Коло                  | Манчестер јунајтед                       | Манчестер јунајтед                       | Манчестер јунајтед                       | Манчестер јунајтед                       |
| ------------------------ | ------------------------ | ------------------------ | ------------------------ | --------------------- | ---------------------------------------- | ---------------------------------------- | ---------------------------------------- | ---------------------------------------- |
| Лига шампиона            | Лига шампиона            | Лига шампиона            | Лига шампиона            |                       | Лига Европе                              | Лига Европе                              | Лига Европе                              | Лига Европе                              |
| Противник                | Скор                     | 1. ута                   | 2. ута                   | Квалификације ЛШ и ЛЕ | Слободан                                 | Слободан                                 | Слободан                                 | Слободан                                 |
| Паок                     | 3–2                      | 1–1 (д)                  | 2–1 (г)                  | Треће коло ЛШ         | Слободан                                 | Слободан                                 | Слободан                                 | Слободан                                 |
| Ростов                   | 2–5                      | 1–1 (д)                  | 1–4 (г)                  | Плеј-оф               | Слободан                                 | Слободан                                 | Слободан                                 | Слободан                                 |
| Лига Европе              |                          |                          |                          |                       | Слободан                                 | Слободан                                 | Слободан                                 | Слободан                                 |
| Противник                | Резултат                 | Резултат                 | Резултат                 | Групна фаза           | Противник                                | Резултат                                 | Резултат                                 | Резултат                                 |
| Панатинаикос             | 2–1 (г)                  | 2–1 (г)                  | 2–1 (г)                  | Дан утакмице 1        | Фајенорд                                 | 0–1 (г)                                  | 0–1 (г)                                  | 0–1 (г)                                  |
| Стандард Лијеж           | 1–0 (д)                  | 1–0 (д)                  | 1–0 (д)                  | Дан утакмице 2        | Зорја Луганск                            | 1–0 (д)                                  | 1–0 (д)                                  | 1–0 (д)                                  |
| Селта Виго               | 2–2 (г)                  | 2–2 (г)                  | 2–2 (г)                  | Дан утакмице 3        | Фенербахче                               | 4–1 (д)                                  | 4–1 (д)                                  | 4–1 (д)                                  |
| Селта Виго               | 3–2 (д)                  | 3–2 (д)                  | 3–2 (д)                  | Дан утакмице 4        | Фенербахче                               | 1–2 (г)                                  | 1–2 (г)                                  | 1–2 (г)                                  |
| Панатинаикос             | 2–0 (д)                  | 2–0 (д)                  | 2–0 (д)                  | Дан утакмице 5        | Фајенорд                                 | 4–0 (д)                                  | 4–0 (д)                                  | 4–0 (д)                                  |
| Стандард Лијеж           | 1–1 (г)                  | 1–1 (г)                  | 1–1 (г)                  | Дан утакмице 6        | Зорја Луганск                            | 2–0 (г)                                  | 2–0 (г)                                  | 2–0 (г)                                  |
| Група Г победник (Ајакс) | Група Г победник (Ајакс) | Група Г победник (Ајакс) | Група Г победник (Ајакс) | Позиција у групи      | Група А друго место (Манчестер јунајтед) | Група А друго место (Манчестер јунајтед) | Група А друго место (Манчестер јунајтед) | Група А друго место (Манчестер јунајтед) |
| Противник                | Скор                     | 1. ута.                  | 2. ута.                  | Нокаут фаза           | Противник                                | Скор                                     | 1. ута.                                  | 2. ута.                                  |
| Легија Варшава           | 1–0                      | 0–0 (г)                  | 1–0 (д)                  | Шеснаестина финала    | Сент Етјен                               | 4–0                                      | 3–0 (д)                                  | 1–0 (г)                                  |
| Копенхаген               | 3–2                      | 1–2 (г)                  | 2–0 (д)                  | Осмина финала         | Ростов                                   | 2–1                                      | 1–1 (г)                                  | 1–0 (д)                                  |
| Шалке 04                 | 4–3                      | 2–0 (д)                  | 2–3 (п. с. н.) (г)       | Четвртфинале          | Андерлехт                                | 3–2                                      | 1–1 (г)                                  | 2–1 (п. с. н.) (д)                       |
| Лион                     | 5–4                      | 4–1 (д)                  | 1–3 (г)                  | Полуфинале            | Селта Виго                               | 2–1                                      | 1–0 (г)                                  | 1–1 (д)                                  |

## Утакмица
Пол Погба је постигао гол за Манчестер јунајтед у 18. минуту када се његов ниски ударац левом ногом, са изван шеснаестерца, одбио од одбрамбеног играча Давинсона Санчеза који је оставио голмана Ајакса на „погрешној нози” па је она прешао преко њега и ушла у мрежу. Хенрих Митарјан је постигао други гол три минута у другом полувремену када је леђима окренут голу десном ногом са три јарде убацио лопту у мрежу након што му је лопту додао Крис Смолинг након корнера са десног крила од стране Хуана Мате. Вејн Руни, који је ушао неколико минута пре последњег звиждука, узео је капитенску траку и касније повео тим да подигне трофеј у својој последњој утакмици за Јунајтед, после се вратио у Евертон мање од два месеца касније.

### Детаљи
| Ајакс | 0 : 2    | Манчестер јунајтед        |
| ----- | -------- | ------------------------- |
|       | Извештај | Погба 18’ · Мхитарјан 48’ |

| Ајакс | Манчестер јунајтед |

| GK               | 24 | Андре Онана     |     |     |
| RB               | 3  | Џоел Велтман    | 58’ |     |
| CB               | 5  | Давинсон Санчез |     |     |
| CB               | 36 | Матајс де Лихт  |     |     |
| LB               | 4  | Џајро Ридевалд  | 78’ | 82’ |
| CM               | 10 | Деви Класен (c) |     |     |
| CM               | 20 | Ласе Шене       |     | 70’ |
| CM               | 22 | Хаким Зијеш     |     |     |
| RF               | 9  | Бертран Траоре  |     |     |
| CF               | 25 | Каспер Долберг  |     | 62’ |
| LF               | 11 | Амин Јунес      | 64’ |     |
| Резервни играчи: |    |                 |     |     |
| GK               | 33 | Дидерик Боер    |     |     |
| DF               | 2  | Кени Тете       |     |     |
| DF               | 16 | Хеико Вестерман |     |     |
| MF               | 21 | Френки де Јонг  |     | 82’ |
| MF               | 30 | Дони ван де Бек |     | 70’ |
| FW               | 45 | Џастин Клајверт |     |     |
| FW               | 77 | Давид Нерес     |     | 62’ |
| Менаџер:         |    |                 |     |     |
| Петер Бос        |    |                 |     |     |

| GK               | 20 | Серхио Ромеро         |     |     |
| RB               | 25 | Антонио Валенсија (c) |     |     |
| CB               | 12 | Крис Смолинг          |     |     |
| CB               | 17 | Дејли Блинд           |     |     |
| LB               | 36 | Матео Дармијан        |     |     |
| DM               | 21 | Андер Ерера           |     |     |
| RM               | 8  | Хуан Мата             | 78’ | 90’ |
| CM               | 27 | Маруан Фелаини        | 52’ |     |
| CM               | 6  | Пол Погба             |     |     |
| LM               | 22 | Хенрих Мхитарјан      | 31’ | 74’ |
| CF               | 19 | Маркус Рашфорд        |     | 84’ |
| Резервни играчи: |    |                       |     |     |
| GK               | 1  | Давид де Хеа          |     |     |
| DF               | 4  | Фил Џоунс             |     |     |
| DF               | 24 | Тимоти Фосу Менса     |     |     |
| MF               | 14 | Џеси Лингард          |     | 74’ |
| MF               | 16 | Мајкл Карик           |     |     |
| FW               | 10 | Вејн Руни             |     | 90’ |
| FW               | 11 | Антони Марсијал       |     | 84’ |
| Менаџер:         |    |                       |     |     |
| Жозе Морињо      |    |                       |     |     |

| Играч утакмице: Андер Ерера (МУ) Помоћне судије: Јуре Прапротник (Словенија) Роберт Вукан (Словенија) Четврти судија: Ђанлука Роки (Италија) Додатне помоћне судије: Матеј Југ (Словенија) Славко Винчић (Словенија) Пети помоћни судија: Томаж Кланчник(Словенија) | Правила - Игра се 90 минута - У случају нерешеног играју се продужици 30 минута - Приступа се извођењу једанаестераца ако је резултат и даље изједначен - Седам именованих резервних играча - Максимално три замене |

| Освајач Лиге Европе 2016/17.    |
| ------------------------------- |
| ФК Манчестер јунајтед 1. трофеј |